# Irwiniella pallipes
Irwiniella pallipes är en tvåvingeart som först beskrevs av Krober 1912.  Irwiniella pallipes ingår i släktet Irwiniella och familjen stilettflugor. Inga underarter finns listade i Catalogue of Life.